# 費爾斯公園 (伊利諾伊州)
費里斯公園（英語：Faries Park）是位於美國伊利諾伊州梅肯縣的一個鬼鎮。由於此地已於19世紀被荒廢，本地已無人居住。

## 地理
費里斯公園的座標為39°52′17″N 88°52′37″W / 39.87139°N 88.87694°W，而該地的平均海拔高度為191米（即627英尺）。